# Samira Bellil
Samira Bellil (* 24. November 1972 in Algier, Algerien; † 4. September 2004 in Paris) war eine französische Feministin und Aktivistin für die Rechte von Mädchen und Frauen.
Bellil wurde in Frankreich mit der Veröffentlichung ihres autobiographischen Buches Dans l'enfer des tournantes („In der Hölle der Gruppenvergewaltigungen“) im Jahr 2002 bekannt. Das Buch behandelt die Gewalt, die sie und andere junge Frauen in den vorwiegend migrantisch und muslimisch geprägten Vororten von Paris erlitten, wo sie mehrfach als Teenager von Gruppen von muslimischen Männern vergewaltigt wurden, deren Anführer sie kannte, und danach von Freunden und Familien allein gelassen wurde. Ihr Buch ist ein Porträt der misslichen Lage von jungen Mädchen in den armen, abseits gelegenen Vororten von französischen Städten (banlieues).
Das Buch ist auf Deutsch unter dem Titel „Durch die Hölle der Gewalt“ (übersetzt von Gaby Wurster) erhältlich.

## Leben
Bellil wurde als Tochter algerischer Eltern in Algier geboren, ihre Familie wanderte nach Frankreich, als sie noch ein Kind war, und ließ sich im Pariser Vorort Val-d’Oise nieder. Ihr Vater musste nahezu umgehend eine Gefängnisstrafe absitzen und sie wurde 5 Jahre lang von einer Familie in Belgien aufgezogen, bevor sie zu ihrer Familie zurückgeschickt wurde.
Als Teenager rebellierte Bellil gegen die Einschränkungen durch die in ihrer Gemeinschaft vertretenen traditionellen islamischen Geschlechterrollen und wollte frei als junge französische Frau leben.
Sie wurde zum ersten Mal von einer Gruppe verprügelt und mehrfach vergewaltigt, als sie 13 Jahre alt war, sie kannte den Anführer der Gruppe. Einen Monat später folgte ihr einer der gewalttätigsten Angreifer aus der Gruppe und zog sie an ihren Haaren aus einem Zug, während andere Passagiere wegschauten. Sie wurde dann erneut brutal von ihm vergewaltigt. Sie zeigte beide Vergewaltigungen zunächst nicht an, bis ihr zwei Freundinnen berichteten, dass dieselbe Gruppe auch sie sexuell angegriffen hatte. Sie beschloss sich an das französische Rechtssystem zu wenden, um ihre Angreifer zur Rechenschaft zu ziehen. Letztendlich wurde der Anführer der Gruppe zu einer Gefängnisstrafe von acht Jahren verurteilt.
Die Eltern von Bellil, die ihre Anwesenheit nach dem sexuellen Missbrauch als Schande empfanden, verwiesen sie aus ihrem Haus. Sie beschreibt, dass solche Taten innerhalb der Gemeinschaft zwar bekannt sind, außerhalb aber wegen des ungeschriebenen Schweigegebotes nicht.
Schließlich fand sie einen Psychologen, der ihr helfen konnte. Sie beschreibt, dass sie nach mehreren Jahren Therapie beschloss, ein Buch zu schreiben um anderen jungen Frauen, die auch Opfer von Gruppenvergewaltigungen geworden waren, zu helfen und einen Ausweg aufzuzeigen. In ihrer Widmung schreibt sie „Für meine Leidensgenossinnen im Elend. Damit sie wissen, dass man herauskommen kann. Es ist schwierig und langwierig, aber es geht.“ Sie schrieb unter ihrem echten Namen und der Buchdeckel zeigt ihr Gesicht.
Später arbeitete sie als Sozialarbeiterin. Sie starb am 4. September 2004 im Alter von 31 Jahren an Magenkrebs und wurde auf dem Friedhof Père-Lachaise in Paris begraben.

## Ni Putes Ni Soumises
Bellil half bei der Gründung einer Aktivistengruppe junger Frauen namens Ni Putes Ni Soumises ("weder Huren noch unterwürfig") die das Problem der Gewalt gegen junge Frauen in Frankreich öffentlich thematisiert. Die Gruppe erhielt die Aufmerksamkeit der französischen und europäischen Presse durch das Organisieren von Märschen und Pressekonferenzen, um der dramatischen Lage von jungen Frauen in den französischen Banlieues zu Beachtung zu verhelfen. Bellil prangerte die als tournantes oder "herumreichen" bekannten Gruppenvergewaltigungen an und beschrieb wie sie ihre traumatischen Erfahrungen und das Bedürfnis nach Rache überwand.
Auch unter dem Eindruck des Buches von Bellil und der Aktivitäten von Ni Putes Ni Soumises begannen die französische Regierung und der Bürgermeister in Paris das Problem der Gewalt gegen junge Frauen in französischen muslimisch geprägten Gemeinschaften zu untersuchen.

## Offizielle Würdigungen
Bellil wurde als eine der neuen Mariannes ausgewählt, der neuen Gesichter von Frankreich. Das hierfür angefertigte Porträt hing außerhalb des Palastes, der die französische Nationalversammlung beherbergt.
Im Jahr 2005 wurde eine französische Schule in l’Île-Saint-Denis nach ihr benannt: Ecole Samira Bellil.

### Studien zum Phänomen dertournantes
- "Tournantes : un phénomène international" French study on the tournante phenomenon in several countries, zipped pdf file
- 'No surprise' over group rape findings